# Emilio Setién Quesada
Emilio Luis Setién Quesada (L'Havana, Cuba, 25 d'agost de 1939 - L'Havana, Cuba, 30 de juliol de 2019) va ser un professor, investigador, doctor en Ciències de la Informació, i bibliotecari cubà.

## Trajectòria professional
Doctor en Ciències de la Informació, llicenciat en Informació Científico-Tècnica i Bibliotecari Auxiliar, va exercir com a Professor Titular Adjunt de Bibliotecologia i Ciència de la Informació de la Universitat de l'Havana. Ha estat membre del Comitè Científic de la Biblioteca Nacional de Cuba José Martí (BNCJM), del Consell Tècnic Assessor de la Biblioteca Pública Rubén Martínez Villena de l'Havana, i del Buró Executiu Nacional de l'Associació Cubana de Bibliotecaris, al capdavant de la Secretaria de Desenvolupament Professional. Va comptar amb nombroses publicacions professionals, tant a Cuba com a l'exterior i va participar en els Consells Editorials de diverses revistes cubanes i estrangeres especialitzades en biblioteconomia i informació. Va tenir una llarga experiència docent dins i fora del país. Va ser membre permanent i corresponsal d'alguns Comitès Professionals de la Federació Internacional d'Associacions i Institucions Bibliotecàries (IFLA), i fou fundador de l'Associació Cubana de Bibliotecaris (ASCUBI).
La seva tasca professional començà el 1959 a la BNCJM, on va ocupar la direcció de diversos departaments, i també la Direcció Provincial de Biblioteques de l'antiga província d'Orient (Província de Las Tunas, Holguín, Província de Granma, Santiago de Cuba i Guantánamo), on va realitzar una tasca de reorganització de la Xarxa de Biblioteques d'aquesta província. Finalitzada aquesta tasca, va tornar a la Biblioteca Nacional, on va ocupar càrrecs de direcció. El 1976 començà a treballar a la Direcció nacional de Biblioteques (DNB), institució independent del Ministeri de Cultura, escindida de la BNCJM, on desenvolupà una fructífera tasca d'assessoria metodològica a les biblioteques i d'organització del treball bibliotecari a tot el país. El 1985, amb la desintegració de la DNB, torna a la BNCJM al capdavant del Departament d'Investigacions fins a la seva jubilació, tasca que va compartir amb la docència en el nivell mitjà i universitari de la carrera bibliotecària.
Més enllà de Cuba, va impartir cursos, seminaris i conferències a Nicaragua, Índia, Mèxic, Argentina i Espanya, així com a països de l'antic camp socialista, com la Unió Soviètica, la República Democràtica Alemanya, Bulgària o Txecoslovàquia. També ha treballat com a investigador visitant al Centre d'Investigacions Bibliotecològiques de la Universitat Nacional Autònoma de Mèxic, entre octubre de 1995 i agost de 1996.
Entre les seves investigacions personals destaquen la Modelació Matemàtica de biblioteques en desenvolupament, el cos metodològic de les disciplines bibliológico informatives en què apareix enunciat de forma explícita i innovadora el conjunt de lleis que regeixen els fenòmens informatius, així com els principis i regularitats que els corresponen, i la definició de trets d'identitat bibliotecològica cubana i iberoamericana, els quals formen part del conjunt titulat "Teoria Bibliológico informativa".
Va publicar nombrosos articles en revistes nacionals i estrangeres, destacant-se com un dels autors de més producció científica de la professió bibliotecològica a Cuba i Llatinoamèrica. Entre els seus textos més significatius es troba Nuevos desarrollos de la Teoría bibliológico-informativa.

## Reconeixements
- Segell Commemoratiu "Antonio Batxiller i Morales"
- Distinció per l'Educació Cubana "Raúl Gómez García"
- Segell de Guardonat del Sindicat Nacional de Treballadors de la Cultura
- Segell Commemoratiu "Antonio Batxiller i Morales" (atorgat per l'Associació Cubana de Bibliotecaris i la Societat Cubana de Ciències de la Informació)
- Distinció per la Cultura Nacional
- Premi José Antonio Ramos 2005, atorgat per l'Associació Cubana de Bibliotecaris (ASCUBI), per la seva destacada tasca en el camp de les investigacions Bibliotecológicas.
- Premi Nacional de Ciències de la Informació que atorga la Societat Cubana de Ciències de la Informació SOCICT